# Битка код Рорковог прелаза
Рорков прелаз је мисионарска постаја у провинцији Квазулу-Натал, у Јужној Африци, која се налази у близини природног газа на реци Буфало. Током Англо-Зулу рата, одбрамбена битка код Рорковог прелаза, која се одиграла 22-23. јануара 1879. год. уследила је одмах након понижавајућег британског пораза у бици код Исандлуане. Сто тридесет девет британских војника успешно је одбранило постају од снажног напада преко 4.000 Зулу ратника. 

## Уводни догађаји
Дана 22. јануара, у два часа после подне, мајор Спалдинг, који још увек није био обавештен о британском поразу у бици код Исандлуане, напустио је мисионарску постају у намери да утврди тачну позицију прве чете 24. Ворикширског пешадијског пука, која је каснила два дана, док је поручник Џон Чард, припадник Краљевског инжењеријског корпуса одјахао до газа како би извршио инспекцију радова које су изводиле инжињеријске јединице. Негде око 15.30 два официра Наталског урођеничког контингента – поручник Вејн и Адендорф – дојахали су до газа носећи вести о Исандлуани и упозорење да се један крак Зулу снага креће у правцу мисионарске постаје. Свеже вести стигле су и у форми поруке од капетана Есекса, али у њој није било ни речи о наступајућим Зулу снагама. Иако тачно порекло одлуке да се остане и бори није могуће прецизно утврдити, три официра у постаји – поручници Чард и Бромхед и вршилац дужности помоћника комесара Џејмс Ленгли Далтон – убрзо су се сложили да је ово једина исправна одлука; официри су озбиљно схватили Далтоново упозорење да би њихова колона са колима пуним рањеника, на отвореном простору, представљала лак плен за бројчано надмоћније Зулу снаге. 
Зулу снаге које су се приближавале постаји, састојале су се од уДлоко, уТулвана и уДлујенгве регименти и бројале су преко 4.000 одморних ратника, који нису учествовали у бици код Исандлуане. Насупрот увреженом мишљењу Зулу снаге су биле наоружане ватреним оружјем, али се радило о застарелим мускетама које су биле инфериорне у односу на британске Мартини-Хенри пушке. 
Након што су донели одлуку да остану и боре се, Чард и Бромхед су отпочели припреме за одбрану постаје. Сандуци са бисквитима тешки скоро 45 kg и вреће са кукурузом употребљени су за изградњу импровизованог одбрамбеног бедема високог 60 cm (видети мапу поручника Чарда) око складишта, болнице, домаћинства Витових и каменог обора. Укључивање болнице у одбрамбени периметар значајно је увећало површину коју је требало бранити због чега је Чард наредио изградњу друге одбрамбене линије која би била запосета у случају повлачења. Зграде у саставу одбрамбеног периметра су додатно утврђене, у спољним зидовима су отворене пушкарнице, а врата ка спољашњој страни периметра су забарикадирана. Чард је укупно имао око 100 борбено способних људи (не рачунајући рањенике) из Б чете 2/24 пешадијског пука, Стивенсоново одељење Наталског урођеничког контингента и урођеничке коњанике под командом поручника Воса – снаге које су према Чардовој претпоставци биле довољне да одбију предстојећи напад.

## Битка
У 16.00 часова истог дана, хирург Џејмс Рејнолдс, Ото Вит – шведски мисионар који је био задужен за вођење постаје – и армијски свештеник отац Џорџ Смит сјурили су се низ Оскарберг, брдо у близини постаје, са вестима о Зулу снагама које прелазе реку „на мање од пет минута хода од постаје“. Убрзо затим један од урођеничких извиђача из одељења поручника Воса известио је о Зулу снагама које су удаљене мање од минута хода од постаје. Вест о надолазећим Зулу снагама изазвала је панику међу урођеничким јединицама поручника Воса, које су напустиле постају (поручни Вос побегао је са њима). Видевши своје сународнике како напуштају постају и припадници Наталског урођеничког контингента под Стивенсоновом командом одлучили су се за бекство. Разбешњени чињеницом да су Стивенсон и њему потчињени европски официри напустили положај заједно са својим људима, неколико британских војника отворило је ватру за њима и убило је каплара Била Андерсона који је погођен у главу. 
У трену, одбрамбене снаге су ослабљене за више од половине људства – преостало је око 140 људи од којих се само за 80 припадника Б чете могло рећи да представљају праву војну јединицу док је преосталих 30 припадника ове чете било онеспсобљено за борбу. Чард је одмах схватио да је потребно смањити одбрамбени периметар и наредио је да се изгради нова одбрамбена линија по средини постаје и да се болница евакуише. Након што су урођеничке снаге побегле, редов Фредрик Хич, који је био на осматрачници на крову складишта, известио је о приближавању Зулу снага јачине око 4.000-6.000 ратника. Недуго затим, одмах иза Зулу претходнице наишао је први талас од око 600 Зулу ратника, који се појавио иза Оскарберга и који је напао јужни зид постаје између болнице и складишта. У том тренутку наредник Хенри Галагер изрекао је реченицу која ће касније често бити цитирана: „Ево их долазе, густи као трава и црни као гром!“
Британци су у почетку отворили спорадичну ватру са раздаљине од око 500 јарди, али се британска ватра убрзо усталила и Зулуи су почели да трпе велике губитке. Највећи део нападачких снага је заобишао зид, део је остао у заклону прикован снажном британском ватром, а део се повукао на терасе Оскарбурга одакле је отворио ватру на британске снаге. Зулуи су затим напали на болницу и северозападни зид па су се на барикадама убрзо развиле жестоке борбе прса у прса у којима су учествовали Бромхед и Далтон. Британски зид је био превисок да би га Зулуи прескочили због чега су покушавали да се провуку испод њега нападајући британце копљима и отварајући ватру кроз зид, не би ли се докопали британских пушака. На појединим местима користили су тела мртвих сабораца како би прескочили одбрамбени зид али су их Британци зауставили користећи бајонете. 
Ватра Зулу снага, како она испод зида тако и ватра са обронака планине Оскарберг убрзо је почела да узима свој данак. Каплар Фердинанд Шиес је погођен у ногу, а затим му је капу са главе однео Зулу метак; комесар Далтон је погођен метком у раме и однет је са борбеног положаја како би му била указана медицинска помоћ; бубњара Б чете Кифа метак је окрзнуо по главу; каплар Скамел из Наталског урођеничког контингента је погођен у леђа, док је редов Бирн приликом покушаја да му помогне, погођен у главу и остао је на месту мртав; погинуо је и „Олд кинг“ Кол, редов из Б чете. Ватра коју су отварали Зулу ратници са обронака планине је постајала све гора и однела је још три живота; погинули су редови Скенло, Фејген и Чик. 
Чарду је постало јасно да се предњи зид, који је константно био под нападом, не може одбранити, због чега је око 18.00 часова наредио повлачење својих људи у двориште, а напуштене су и две предње собе болнице. Положај болнице је био веома тежак. Пушкарнице које су отворене у зидовима болнице представљале су ризик по браниоце јер су Зулуи грабили пушке које су штрчале из пушкарница, док би свака празна пушкарница послужила Зулу ратницима да отворе ватру на браниоце унутар болнице. 
Након што су две предње собе болнице напуштене, Џон Вилијамс је почео да пробија пролаз између централне и задње собе. Чим је пролаз отворен, врата централне собе нашла су се под жестоким нападом Зулу ратника. Вилијамс је имао једва толико времена да извуче два рањеника из собе под заштитом Џозефа Вилијамса који је успео да убије неколико Зулуа пре него што је погинуо. Преостали људи у соби, редов Хориган, Адамс и још два пацијента су на смрт избодени. Вилијамс је преостала два пацијента одвукао у собу на углу у којој су били редов Хук и још девет пацијената. 
Претходна сцена се поновила; Вилијамс је пијуком правио отвор ка суседној соби док се Хук супростављао Зулуима. У размени ватре која је уследила, Хука је један метак погодио у шлем и ошамутио га је. За то време, Вилијамс је довољно проширо отвор и одвукао је преостала два пацијента у суседну собу у којој се налазио само редов Вотерс. Последњи човек који је напустио собу био је Хук који је, неколико тренутака пре него што је прошао кроз отвор у зиду, убио неколико Зулуа који су провалили врата. Вилијамс се поново бацио на посао, подстакнут чињеницом да је кров болнице у пламену, док су Хук и Вотерс отварали ватру кроз пушкарницу и отвор у зиду. После педесет минута, отвор је био довољно велики да се кроз њега провуку пацијенти и војници као и да се спасе редов Вотерс који се сакрио у орман. Последњу собу, коју су бранила два редова по имену Џоунс, пацијенти и војници напустили су кроз прозор, а затим су трчећи преко дворишта дошли до британске барикаде. Од једанест пацијената, колико је било у болници, борбу је преживело девет пацијената и сви браниоци. 
Са евакуацијом болнице завршено је сужавање одбрамбеног периметра. Након што се смркло, напад Зулуа је интензивиран. Нападачким снагама придружили су и снајперисти са Оскарберга који због ноћи нису могли да успешно дејствују на британске положаје. Обор за стоку се нашао под снажним нападом због чега је евакусан око 22.00 часа. Преостали војници сада су бранили само мали утврђени појас око складишта. Током ноћи Зулуи су стално нападали британске положаје; напад је ослабио тек негде иза поноћи, а у потпуности је престао око 02.00 да би га заменила снажна пушчана ватра која је трајала све до 04.00. Британци су имали укупно петнест погинулих и осам тешко рањених (укључујући Далтона) док је скоро сваки британски војник био лакше рањен. Војници су били веома исцрпљени борбом која је трајала више од десет часова, а залихе муниције су биле на измаку. 
Када је свануло Британци су установили да су Зулуи отишли; све што је иза њих остало био је велики број мртвих – избројано је преко 370 тела. Послате су патроле како би извидиле бојиште, покупиле оружје и лоцирале преживеле. Око 7.00 часова на хорзонту су се појавили Зулу ратници али напад није уследио. Зулу ратници који су пре битке провели шест дана на маршу и који два дана нису ништа јели, били су исцрпљени. Удаљени неколико дана хода од најближих залиха Зулуи су одустали од даљег напада и вратили су се путем којим су дошли. 
Око 8.00 часова доручак британских војника прекинула је појава нове војне формације на хоризонту. На срећу британских војника који су већ били заузели одбрамбене положаје, радило се о британским снагама под командом лорда Челмсфорда. Битка је била завршена. 

## Викторијини крстови
Браниоцима Рорковог прелаза додељено је 11 Викторијиних крстова, од којих 7 припадницима 24. пешадијског пука. То је највећи број ових одликовања који је икада додељен учесницима у једној бици. Овако велики број високих одликовања можда се може приписати реакцији на британски пораз у бици код Исандлуане, иако су у тој бици Британци убили два пута више непријатеља у односу на сопствене губитке. Усхићеност победом код Рорковог прелаза одвукла је пажњу јавности од пораза код Исандлуане као и од чињенице да је лорд Челмсфорд прекршио наређење када је са својим снагама ушао у Зулуленд. 
Далтон није био првобитно номинован за одликовање, али је ипак 1880. год. одликован Викторијиним крстом који му је додељен на основу сведочења бројних учесника у бици који су тврдили да значајан део заслуга за успешну одбрану припада њему, а не Чарду и Бромхеду. 
- Каплар Вилијам Вилсон Ален
- Поручник Гонвил Бромхед
- Поручник Џон Роус Мериот Чард
- Вршилац дужности помоћника комесара Џејмс Ленгли Далтон
- Редов Фредерик Хич
- Редов Алфред Хенти Хук
- Редов Роберт Џоунс
- Редов Вилијам Џоунс
- Хирург Џејмс Хенри Рејнолдс
- Каплар Кристијан Фердинанд Шиес
- Редов Џон Вилијамс

## Уметничка визија и драматизација битке
Догађаји у вези са нападом на Рорков прелаз прво су приказани на уметничким сликама војних сликара као што су Елизабет Батлер и Алфонс де Нувил. Њихови радови су били веома популарни међу становницима Британске империје, али су скоро сасвим заборављени до времена када је 1964. год. снимљен играни филм „Зулу“. Током 1979. године. Битка код Исандлуане драматизована је у играном филму „Зора Зулуа“. Битка је добила своје место и у делу војног историчара Виктора Дејвиса Хенсона под називом „Покољ и култура“ као једна од кључних битка које демонстрирају све предности западне војне тактике. 

## После битке
Након битке, преживели су остављени без склоништа и без медицинске неге. Као резултат небриге међу учесницима битке рашириле су се болести као што су тифус и колера. Једини странац који је икада добио Викторијин крст, каплар Кристијан Фердинанд Шиес, умро је у сиромаштву пет година касније, на броду за Енглеску. Једини његов иметак био је Викторијин крст који је данас изложен у пуковском музеју, заједно са осталим одликовањима која су додељена учесницима битке код Рорковог прелаза. 